# 大稲埕
大稲埕（だいとうてい/Twatutia）は現在の台湾台北市大同区附近の名称であり、艋舺を継承して台湾で最も発展した地方である。清朝統治時代末期から日本統治時代にかけて、大稲埕は経済、社会、文化の中心地として台湾の発展の中心地であったばかりか、人文等の学術の中心地でもあり、現在でも往時の様子を伝える建造物等が散見できる。

## 地理的位置
大稲埕の範囲は台北市の民権西路以南、忠孝西路以北、東は重慶北路から西は淡水河に囲まれた地域を指す。北には大龍峒、南は北城門をくぐり城中、そして南門を経て艋舺へつながり、交通の中心地であった。

## 草創期
17世紀以前、大稲埕は少数の平埔族が漁猟を行なっていた地であり、番社名を「圭母卒社」と称した。1709年、戴伯岐、陳逢春、頼永和、陳天章らが協力して開墾を行い、各人の姓を組み合わせた「陳頼章」を開き、その後漢人がこの地に続々と入植するようになり、また入植者は布や酒などの物資と平埔族人の鹿皮を交換するようになった。当時ここに大規模な穀物を乾燥させる施設が設けられたことから、大稲埕と称されるようになった。

## 19世紀中期の発展

### 移民の増加
1851年、同安人の林藍田は海賊の被害を避けるために基隆より大稲埕へと移民し、3棟の閩南式建築を建築し、大稲埕最初の商店となった。1853年、艋舺で発生した漳泉移民の間で発生した衝突頂下郊拼が発生すると、下郊の泉州同安人と漳州人は泉州三邑人（晋江、南安、恵安）人により住居を追い出され、北方の大龍峒への移住を目指したが、現地住民により拒否され、やむを得ず大稲埕へと移住し、淡水河沿いに商店を構え街市を形成、淡水河の水運を利用した交易に従事し、同安人を主体とした河港集落が形成された。
これ以降、艋舺や新荘などで住民同士の衝突が発生するたび、多くの人々が大稲埕へと難を逃れ、既存の同安人街市の外側に次々と，「漢人居住区」が誕生した。

### 淡水開港の影響
19世紀末に2度に亘り英仏連合軍に敗れた清朝は安平、淡水を開港することを決定、1860年に淡水港を開港した。この開港の範囲に艋舺と大稲埕も含まれ活発な交易がこの地で行なわれるようになった。しかし艋舺は暫くすると土砂が堆積し大型船舶の航行に不便を来たすようになり、大型船を中心に大稲埕に停泊するようになり、台湾北部の商業、貿易の中心地としての地位を確立した。
1865年、イギリス人ジョン・ドッド（John Dodd）が訪台し、泉州安渓の茶苗を導入し、それを農家に貸与し茶葉を生産させ、生産後に<買い取るという事業を開始し、台湾における茶葉栽培の嚆矢となった。この時生産された烏龍茶は甘みの有る味のみならず、茶を淹れると白、金、黃、緑、紅の色を有し、ヴィクトリア英女王に献上された後に、Oriental Beauty（東方美人）と命名された。これにより台湾茶葉の名声が高まり、徳記、怡和、美時、義和、新華利という5大茶行が大稲埕に支社を開設、イギリスやアメリカ向けに大量に輸出されるようになり、国際的な大稲埕茶市は光緒年代から日本統治時代まで隆盛を誇った。
洋行主導の茶葉貿易は急速に拡大し、それに伴って大稲埕に経済的恩恵をもたらすこととなった。この他通商は経済のみならず、多くの外国風建築物が建設されるなど、文化的な変化をも生み出すこととなった。

### 最盛期
1882年、清とフランスの間で政治的緊張が高まった。当時台北には防禦施設は一切存在しなかったため、急遽大稲埕と艋舺の間に城壁を建築することが計画された。1885年、清仏間で講和条約が結ばれると、清朝は台湾に行省を設置することを決定し、劉銘伝を初代巡撫に任命した。劉銘伝はインフラの整備を積極的に推進し、大稲埕埕が北部物資の集散地として優位な地位を有していることを考慮し、鉄道駅を大稲埕南端（現在の中興医院付近）に「台北火車票房」（大稲埕駅、現在の台北駅の前身）を建設、付近の商業活動をより発展させた。
鉄道の敷設以外にも劉銘伝は大稲埕に茶釐局、軍裝機器局等の公共機関を設置し、この地区を「官営工場区」として整備した。これらの政策により、台南に替わって台湾の中心地としての地位を占めるようになった。
またこの時期、地方有力者であった林維源と李春生は共同出資して建昌公司を設立、大稲埕に建昌街（現在の貴徳街）を整備し、ここに洋風店舗を設立、それの貸し出しを開始し、洋風建築を用いた商業活動が行なわれるようになった。

## 日本統治時代以後の変遷

### 生活地区への転換
日本による台湾統治開始初期、大稲埕の茶葉貿易は依然として隆盛であった。こうした中、日本の商業資本は欧米資本の影響力を排除し、日本や東南アジア市場に主眼を置く経済活動に転換させようとした。大稲埕は伝統的な茶葉交易以外に、漢方薬、繊維を初め各種物産も扱うようになり、縦貫線が全線開通したことで、一層の経済発展を見た。
日本統治時代中期以後、大稲埕は、日本人により建設された城内（現在の中正区、旧称は城中区）にその地位を取って代わられるようになった。この状況下、大稲埕と城內は、前者を経済の中心、後者を政治の中心と称されていたが、数度にわたる市区改正により、大稲埕など台北西部地区は都市計画から漏れ城外に区分されるようになり、商業活動も次第に城内へと移行していった。これにより開発に取り残された大稲埕は台湾元来の街並みと生活様式を残した地区となった。

### 大稲埕と新文化運動
1920年11月1日、台湾総督府は台湾地方官制及び行政区域の改制を実施し、台北庁直轄であった艋舺、大稲埕、大龍峒の3区を廃止、台北市を設置し台北州に帰属させた。1922年の町名改正により、大稲埕は大橋町、港町、永楽町、太平町、日新町、下奎府町、建成町、上奎府町となった。行政名称としての大稲埕は廃止されたが、生活の中では尚も大稲埕の名称は使用され続けた。
当時は第一次世界大戦が終わり、世界中で新思潮運動が叫ばれた時代であり、日本でも大正デモクラシーが、中国では五四運動などが発生した。台湾の知識人は台湾総督府統治下、これらの新思想の潮流に衝撃を受け、台湾でも同様に「新文化運動」が試された。その舞台となったのが、富裕層が多く住む大稲埕であった。
当時設置された文化活動拠点としては「淡水戯館」、「港町文化講座」、「永楽座」などを上げることができる。特に永楽座は現在の私立天主教静修女子中学の大講堂に位置し、当時の台湾を代表する劇場として、伝統戯曲以外に、現代口語劇なども上演されたほか、社会改革運動を提唱した台湾文化協会の成立大会なども行なわれた。

## 現在の大稲埕
今日の大稲埕の中で昔日の繁栄を伝えている場所としては迪化老街を挙げることができる。現在は春節前に買い物客で大混雑することで有名であるが、日本統治時代は台湾の各種雑貨と茶行を中心に商店が軒を連ね、後年米行や布匹行、薬行などが進出した商業の中心地であった。
霞海城隍廟もこの地区を代表する廟である。元来は福建泉州同安下店郷五郷荘居民の鎮守神を祭っていたが、現在では霞海城隍を主神とし、同時に三十八義勇公等なども祭られている。規模は小さく正殿と拜亭のみであるが、参拝客が途絶えることはない賑わいを見せている。この他、大稲埕教会も大稲埕旧市街地に現存している。建築樣式は福建廈門一体の西方伝教士所が建設した教会を模倣して建設されたとされている。
初期の大稲埕は台湾新文化の啓蒙の地であったが、通俗文化でも京劇、話劇、布袋戯、歌仔戯などが上演されていた。既に数十年に亘り上演されることは無かったが、現在大稲埕では帰綏戲曲公園を整備中で、これら各種地方劇の発表の舞台にしようという計画がある。

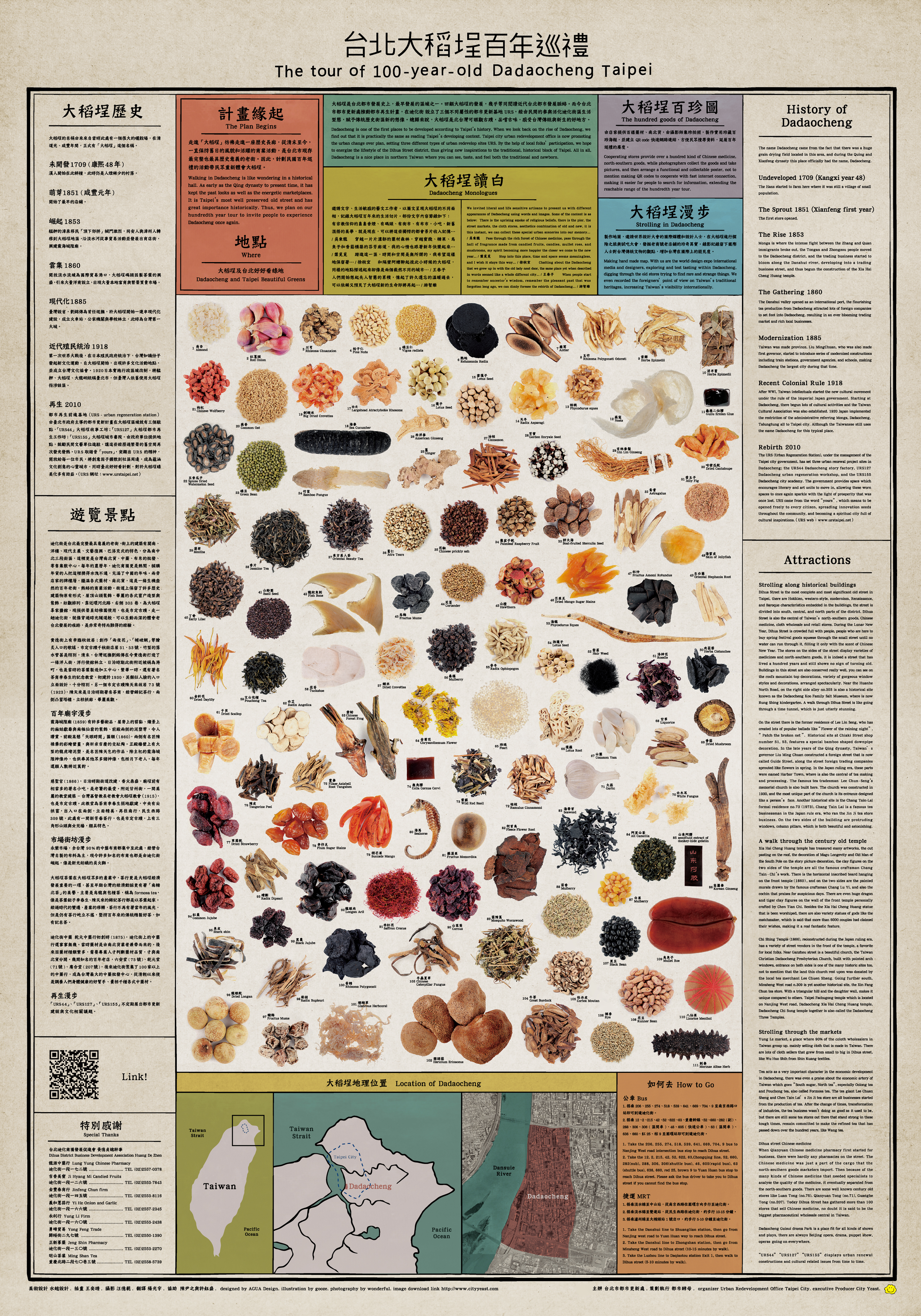
大稻埕百珍圖

## 関連作品
- 映画『大稻埕（中国語版）』（2014年、監督・葉天倫（中国語版）、主演・宥勝（中国語版）） - 大稻埕が最も栄えた日本統治時代の1920年代に主人公がタイムスリップする恋愛コメディ映画で、抗日民族運動家なども登場する。単館上映された際の日本語版タイトルは『ピース！ 時空を越える想い』。